# Тейлор (округ, Айова)
Те́йлор (англ. Taylor County) — округ в США, штате Айова. На 2000 год численность населения составляла 6958 человек. По оценке бюро переписи населения США в 2009 году население округа составляло 6344 человек. Окружным центром является город Бедфорд.

## История
Округ Тейлор был сформирован в 24 февраля 1847 года.

## География
Согласно данным Бюро переписи населения США площадь округа Тейлор составляет 1382 км².

### Основные шоссе
- Автострада 2
- Автострада 25
- Автострада 148

### Соседние округа
- Адамс (север)
- Рингголд (восток)
- Уэрт (штат Миссури; юго-восток)
- Нодавей (штат Миссури; юго-запад)
- Пейдж (запад)

## Демография
По данным переписи населения 2000 года в округе проживало 6958 жителей. Среди них 22,8 % составляли дети до 18 лет, 20,6 % люди возрастом более 65 лет. 50,7 % населения составляли женщины.
Национальный состав был следующим: 98,9 % белых, Z афроамериканцев, 0,2 % представителей коренных народов, 0,4 % азиатов, 5,1 % латиноамериканцев. 0,4 % населения являлись представителями двух или более рас.
Средний доход на душу населения в округе составлял $15082. 14,4 % населения имело доход ниже прожиточного минимума. Средний доход на домохозяйство составлял $39792.
Также 83,3 % взрослого населения имело законченное среднее образование, а 12,0 % имело высшее образование.